# Prisma cuadrangular

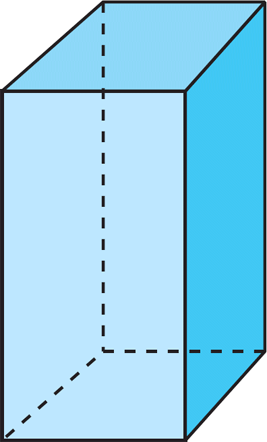
Prisma cuadrangular regular

Un prisma cuadrangular es un poliedro cuya superficie está formada por dos cuadriláteros iguales y paralelos llamados bases y por cuatro caras laterales que son paralelogramos.

## Elementos
En un prisma cuadrangular se pueden diferenciar los siguientes elementos: Bases (B): son dos cuadriláteros paralelos. 
Caras (C): los cuatro paralelogramos de las caras laterales y las dos bases. Por lo tanto, tiene seis caras.
Altura (h): distancia entre las dos bases del prisma. En el caso del ortoedro prisma recto la longitud de la altura h y la de las aristas de las caras laterales coinciden.
Vértices (V): los ocho puntos donde confluyen tres caras del prisma.
Aristas (A): segmentos donde se encuentran dos caras del prisma. Por el teorema de Euler para poliedros teorema de Euler, se puede saber el número de aristas (A) sabiendo el número de caras (C) y de vértices (V).
Por tanto, el número de aristas de un prisma cuadrangular es: A=12 aristas. Cálculo de las aristas de un prisma cuadrangular por el teorema de Euler.

## Clases

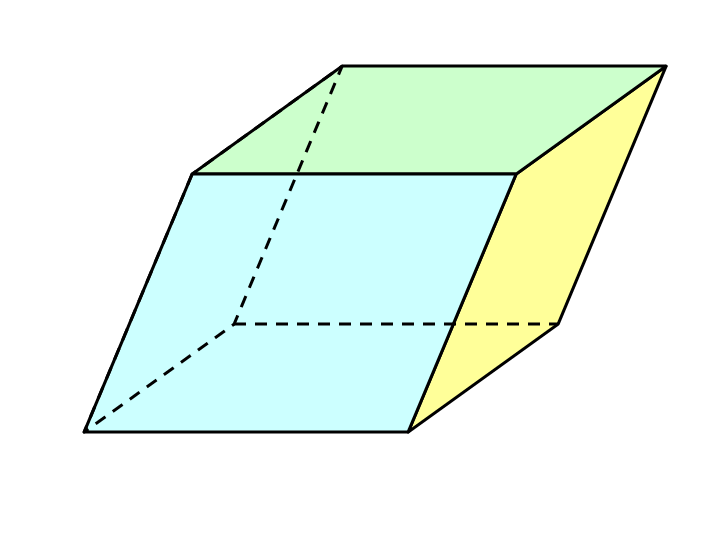
Prisma cuadrangular irregular (las bases son rombos).

- El prisma cuadrangular regular es aquel que tiene como bases dos cuadrados. Sus caras laterales son rectángulos iguales.
- El prisma cuadrangular irregular tiene como bases dos cuadriláteros que no son cuadrados.

Se pueden dar cinco casos:
1. Las bases son rectángulos.
2. Las bases son rombos.
3. Las bases son romboides.
4. Las bases son trapecios.
5. Las bases son trapezoides.

## Cálculo del área
Para calcular el área en los cinco casos será necesario calcular el área del cuadrilátero de una base (Ab), el perímetro de la misma (Pb) y la altura (h) del prisma. El área del prisma cuadrangular oblicuo se calcula de manera diferente a la del prisma cuadrangular recto.
Las áreas de las bases se calculan de la misma forma, pero el área de los laterales se calcula mediante una arista lateral y el perímetro de la sección recta del prisma. La sección recta es la intersección de un plano con el prisma, de manera que forme un ángulo recto con cada una de las aristas laterales 
- Datos: Q48789925